# Adriana Giuffrè
Pour les articles homonymes, voir Giuffrè.
Adriana Giuffrè née à Rome le 9 mars 1939 et morte le 14 août 2023 à Tarquinia, est une actrice italienne.

## Biographie
Adriana Giuffrè qui est née à Rome le 9 mars 1939 est la fille de la soubrette Gianna Giuffrè. En 1958  elle fait des apparitions très jeune dans les films I soliti ignoti et  Nella città l'inferno. Au début des années 1960 elle tourne dans les peplums tournés à Cinecittà, comme I baccanali di Tiberio et Gli amori di Ercole.
En 1961 elle participe à la  Mostra de Venise avec le film Le italiane e l'amore (« Les femmes accusent» (1962) . En 1967 elle joue l'épouse de Leopoldo Trieste aux côtés de Alberto Sordi  Il medico della mutua.
Par la suite elle tourne dans des westerns spaghetti comme  Vado l'ammazzo e torno et  Prega il morto e ammazza il vivo.
Elle a travaillé avec des réalisateurs comme Federico Fellini, Luigi Zampa, Marco Ferreri et Salvatore Samperi, et aux côtés d'acteurs comme  Totò, Ugo Tognazzi, Monica Vitti, Klaus Kinski, Johnny Dorelli, Sandra Mondaini, Paolo Villaggio, Franco Franchi et Ciccio Ingrassia.

## Filmographie partielle
- 1958 : 
  - Le Pigeon (titre original :I soliti ignoti)  de Mario Monicelli.
  - L'Enfer dans la ville (titre original :Nella città l'inferno) de  Renato Castellani
- 1960 : 
  - Ces sacrées Romaines (titre original :I baccanali di Tiberio) de  Giorgio Simonelli.
  - Les Amours d'Hercule (titre original : Gli amori di Ercole) de Carlo Ludovico Bragaglia.
- 1962 : Les femmes accusent (titre original : Le italiane e l'amore)
- 1967 : Je vais, je tire et je reviens (titre original : Vado... l'ammazzo e torno) d'Enzo G. Castellari
- 1968 : Los machos (Uno di più all'inferno) de Giovanni Fago
- 1969 : Le Gynéco de la mutuelle (Il medico della mutua) de  Luigi Zampa.
- 1970 : Shango, la pistola infallibile, d'Edoardo Mulargia : Rosaria
- 1971 : Priez les morts, tuez les vivants (titre original :  Prega il morto e ammazza il vivo) de Giuseppe Vari.
- 1971 : Le treizième est toujours Judas (Il tredicesimo è sempre Giuda) de Giuseppe Vari
- 1987 : Attraction fatale (L'attrazione) de Mario Gariazzo